# Moleta Redona
El Moleta Redona és una muntanya de 454 metres que es troba al municipi de Rasquera, a la comarca catalana de la Ribera d'Ebre.